# Élections législatives de 1902 dans la Somme
Les élections législatives françaises de 1902 se déroulent les 27 avril et 11 mai 1902. Dans le département de la Somme, sept députés sont à élire dans le cadre de sept circonscriptions.

## Députés élus
|   | Circonscription | Député sortant        |                       | Parti                 |                           | Député élu                |                           | Parti                     |
| - | --------------- | --------------------- | --------------------- | --------------------- | ------------------------- | ------------------------- | ------------------------- | ------------------------- |
| 1 | 1re d'Abbeville | Émile Coache          |                       | Progressiste          | 1                         | Émile Coache              |                           | Progressiste              |
| 2 | 2e d'Abbeville  | Ernest Gellé          |                       | Progressiste          | 2                         | Ernest Gellé              |                           | Progressiste              |
| 3 | 1re d'Amiens    | Alphonse Fiquet       |                       | PRRRS                 | 3                         | Alphonse Fiquet           |                           | PRRRS                     |
| 4 | 2e d'Amiens     | Ernest Cauvin         |                       | ARD                   | 4                         | Ernest Cauvin             |                           | ARD                       |
| 5 | 3e d'Amiens     | Amédée Olive*         |                       | ARD                   | Circonscription supprimée | Circonscription supprimée | Circonscription supprimée | Circonscription supprimée |
| 6 | Doullens        | siège vacant          |                       |                       | 5                         | Albert Rousé              |                           | RI                        |
| 7 | Montdidier      | Louis-Lucien Klotz    |                       | PRRRS                 | 6                         | Louis-Lucien Klotz        |                           | PRRRS                     |
|   | Péronne         | Circonscription créée | Circonscription créée | Circonscription créée | 7                         | Gustave Trannoy           |                           | Progressiste              |
| 8 | 1re de Péronne  | Gustave Trannoy       |                       | Progressiste          | Circonscription supprimée | Circonscription supprimée | Circonscription supprimée | Circonscription supprimée |
| 9 | 2e de Péronne   | Eugène François       |                       | Progressiste          | Circonscription supprimée | Circonscription supprimée | Circonscription supprimée | Circonscription supprimée |

## Résultats au niveau départemental
| Parti    | Parti                                            | Premier tour | Premier tour | Second tour | Second tour | Sièges |
| Parti    | Parti                                            | Voix         | %            | Voix        | %           | Sièges |
| -------- | ------------------------------------------------ | ------------ | ------------ | ----------- | ----------- | ------ |
|          | Parti républicain, radical et radical-socialiste | 54 870       | 42,36        | 6 996       | 54,09       | 4      |
|          | Républicains progressistes                       | 30 796       | 23,77        |             |             | 2      |
|          | Alliance républicaine démocratique               | 17 256       | 13,32        | 5 938       | 45,91       | 1      |
|          | Parti nationaliste                               | 17 252       | 13,32        |             |             | 0      |
|          | Parti socialiste de France                       | 9 355        | 7,22         | 0           |             |        |
|          |                                                  |              |              |             |             |        |
| Exprimés | Exprimés                                         | 129 529      |              | 12 934      |             | 8      |

## Résultats par arrondissement

### Arrondissement d'Abbeville

#### 1recirconscription
Député sortant : Émile Coache (Progressiste)
| Candidat       | Candidat            | Parti          | Premier tour | Premier tour |
| Candidat       | Candidat            | Parti          | Voix         | %            |
| -------------- | ------------------- | -------------- | ------------ | ------------ |
|                | Émile Coache *      | Progressiste   | 12 386       | 87,87        |
|                | Dufour de Villerose | PSdF           | 1 710        | 12,13        |
|                |                     |                |              |              |
| Inscrits       | Inscrits            | Inscrits       | 18 347       | 100,00       |
| Votants        | Votants             | Votants        | 14 891       | 81,16        |
| Abstention     | Abstention          | Abstention     | 3 456        | 18,84        |
| Blancs et nuls | Blancs et nuls      | Blancs et nuls | 795          | 5,34         |
| Exprimés       | Exprimés            | Exprimés       | 14 096       | 94,66        |

Député élu : Émile Coache (Progressiste)

#### 2ecirconscription
Député sortant : Ernest Gellé (Progressiste)
| Candidat       | Candidat       | Parti          | Premier tour | Premier tour |
| Candidat       | Candidat       | Parti          | Voix         | %            |
| -------------- | -------------- | -------------- | ------------ | ------------ |
|                | Ernest Gellé * | Progressiste   | 10 774       | 65,94        |
|                | Joseph Laurent | PSdF           | 5 022        | 30,73        |
|                | René Langlois  | PRRRS          | 544          | 3,33         |
|                |                |                |              |              |
| Inscrits       | Inscrits       | Inscrits       | 19 698       | 100,00       |
| Votants        | Votants        | Votants        | 16 803       | 85,30        |
| Abstention     | Abstention     | Abstention     | 2 895        | 14,70        |
| Blancs et nuls | Blancs et nuls | Blancs et nuls | 463          | 2,76         |
| Exprimés       | Exprimés       | Exprimés       | 16 340       | 97,24        |

Député élu : Ernest Gellé (Progressiste)

### Arrondissement d'Amiens

#### 1recirconscription
Député sortant : Alphonse Fiquet (PRRRS)
| Candidat       | Candidat          | Parti          | Premier tour | Premier tour |
| Candidat       | Candidat          | Parti          | Voix         | %            |
| -------------- | ----------------- | -------------- | ------------ | ------------ |
|                | Alphonse Fiquet * | PRRRS          | 13 589       | 67,62        |
|                | Albert Catoire    | Progressiste   | 5 813        | 28,92        |
|                | Charles Gaillet   | PSdF           | 695          | 3,46         |
|                |                   |                |              |              |
| Inscrits       | Inscrits          | Inscrits       | 26 251       | 100,00       |
| Votants        | Votants           | Votants        | 20 488       | 78,05        |
| Abstention     | Abstention        | Abstention     | 5 763        | 21,95        |
| Blancs et nuls | Blancs et nuls    | Blancs et nuls | 391          | 1,91         |
| Exprimés       | Exprimés          | Exprimés       | 20 097       | 98,09        |

Député élu : Alphonse Fiquet (PRRRS)

#### 2ecirconscription
Député sortant : Ernest Cauvin (ARD)
| Candidat       | Candidat          | Parti          | Premier tour | Premier tour |
| Candidat       | Candidat          | Parti          | Voix         | %            |
| -------------- | ----------------- | -------------- | ------------ | ------------ |
|                | Ernest Cauvin *   | ARD            | 15 548       | 57,72        |
|                | M. de Forceville  | PN             | 10 330       | 38,35        |
|                | Alexandre Léopold | PSdF           | 1 060        | 3,93         |
|                |                   |                |              |              |
| Inscrits       | Inscrits          | Inscrits       | 31 726       | 100,00       |
| Votants        | Votants           | Votants        | 27 674       | 87,23        |
| Abstention     | Abstention        | Abstention     | 4 052        | 12,77        |
| Blancs et nuls | Blancs et nuls    | Blancs et nuls | 736          | 2,66         |
| Exprimés       | Exprimés          | Exprimés       | 26 938       | 97,34        |

Député élu : Ernest Cauvin (ARD)

### Arrondissement de Doullens
Député sortant : Siège vacant à la suite du décès de Charles Saint (Progressiste)
| Candidat       | Candidat       | Parti          | Premier tour | Premier tour | Deuxième tour | Deuxième tour |
| Candidat       | Candidat       | Parti          | Voix         | %            | Voix          | %             |
| -------------- | -------------- | -------------- | ------------ | ------------ | ------------- | ------------- |
|                | Albert Rousé   | RI             | 5 088        | 39,72        | 6 996         | 54,09         |
|                | M. Vaquette    | Progressiste   | 4 870        | 38,01        | 5 938         | 45,91         |
|                | Oscar Archain  | PRRRS          | 2 853        | 22,27        |               |               |
|                |                |                |              |              |               |               |
| Inscrits       | Inscrits       | Inscrits       | 14 652       | 100,00       | 14 647        | 100,00        |
| Votants        | Votants        | Votants        | 13 098       | 89,39        | 13 100        | 89,44         |
| Abstention     | Abstention     | Abstention     | 1 554        | 10,61        | 1 547         | 10,56         |
| Blancs et nuls | Blancs et nuls | Blancs et nuls | 287          | 2,19         | 166           | 1,27          |
| Exprimés       | Exprimés       | Exprimés       | 12 811       | 97,81        | 12 934        | 98,73         |

Député élu : Albert Rousé (RI)

### Arrondissement de Montdidier
Député sortant : Louis-Lucien Klotz (PRRRS)
| Candidat       | Candidat             | Parti          | Premier tour | Premier tour |
| Candidat       | Candidat             | Parti          | Voix         | %            |
| -------------- | -------------------- | -------------- | ------------ | ------------ |
|                | Louis-Lucien Klotz * | PRRRS          | 9 052        | 56,67        |
|                | M. Hurtel            | PN             | 6 922        | 43,33        |
|                |                      |                |              |              |
| Inscrits       | Inscrits             | Inscrits       | 18 417       | 100,00       |
| Votants        | Votants              | Votants        | 16 169       | 87,79        |
| Abstention     | Abstention           | Abstention     | 2 248        | 12,21        |
| Blancs et nuls | Blancs et nuls       | Blancs et nuls | 195          | 1,21         |
| Exprimés       | Exprimés             | Exprimés       | 15 974       | 98,79        |

Député élu : Louis-Lucien Klotz (PRRRS)

### Arrondissement de Péronne
Député sortant : Gustave Trannoy (Progressiste)
| Candidat       | Candidat          | Parti          | Premier tour | Premier tour |
| Candidat       | Candidat          | Parti          | Voix         | %            |
| -------------- | ----------------- | -------------- | ------------ | ------------ |
|                | Gustave Trannoy * | Progresiste    | 14 209       | 61,05        |
|                | Numa Hennequez    | PSF            | 5 890        | 25,31        |
|                | Fernand Siomboing | PRRRS          | 3 174        | 13,64        |
|                |                   |                |              |              |
| Inscrits       | Inscrits          | Inscrits       | 29 524       | 100,00       |
| Votants        | Votants           | Votants        | 24 013       | 81,33        |
| Abstention     | Abstention        | Abstention     | 5 511        | 18,67        |
| Blancs et nuls | Blancs et nuls    | Blancs et nuls | 740          | 3,08         |
| Exprimés       | Exprimés          | Exprimés       | 23 273       | 96,92        |

Député élu : Gustave Trannoy (Progressiste)

## Inscriptions aux groupes parlementaires
|   | Circonscription | Député élu         |  | Parti        | Groupe                     |
| - | --------------- | ------------------ |  | ------------ | -------------------------- |
| 1 | 1re d'Abbeville | Émile Coache       |  | Progressiste | Non inscrit                |
| 2 | 2e d'Abbeville  | Ernest Gellé       |  | Progressiste | Républicains progressistes |
| 3 | 1re d'Amiens    | Alphonse Fiquet    |  | PRRRS        | Gauche radicale            |
| 4 | 2e d'Amiens     | Ernest Cauvin      |  | ARD          | Gauche radicale            |
| 5 | Doullens        | Albert Rousé       |  | RI           | Gauche radicale            |
| 6 | Montdidier      | Louis-Lucien Klotz |  | PRRRS        | Gauche radicale-socialiste |
| 7 | Péronne         | Gustave Trannoy    |  | Progressiste | Républicains progressistes |